# Georgiens arbetarparti
Georgiens arbetarparti (georgiska: საქართველოს ლეიბორისტული პარტია, Sakartvelos leiboristuli partia), är ett politiskt parti i Georgien. Det grundades år 1995 av Sjalva Natelasjvili som fortfarande fungerar som partiledare. Han är en av de mest långvariga partiledarna i dagens georgisk politik.
Partiet har som mål att demokratisera Georgien och att successivt närma sig ett medlemskap i den europeiska unionen. 

## Valresultat
I det parlamentsval år 2004 som följde Rosenrevolutionen fick partiet 5,8% av folkets röster mot segrande Enade nationella rörelsens 67,0%. Man fick dock inga mandat i parlamentet. I valet därpå, år 2008, ökade partiet till 7,44% av rösterna och tilldelades därmed 6 mandat. I valet 2012 backade man kraftigt och fick 1,24% samt tappade samtliga av sina mandat. I presidentvalen har partiet stött sin kandidat, partiledaren Natelasjvili, vid ett tillfälle. 2008 fick han 6,49% av rösterna i valet. I presidentvalet i Georgien 2013 ställer han än en gång upp för partiet.